# Broncos de Denver
Pour les articles homonymes, voir Broncos.
Stade
Maillots
Super Bowl XXXII - XXXIII - 50
Les Broncos de Denver (Denver Broncos en anglais) sont une franchise professionnelle de football américain au sein de la National Football League (NFL), basée à Denver dans l'État du Colorado aux États-Unis.
Fondée en 1959 par Bob Howsam, la franchise devient membre en 1960 de l'American Football League (AFL), nouvelle ligue créée dans le but de concurrencer le monopole de la NFL. Elle évolue au sein de l'AFL depuis sa création jusqu'à la fusion des deux ligues en 1970. Elle est alors intégrée, comme les autres membres de l'AFL, au sein de la NFL. Les Broncos sont membres de la division ouest de l'American Football Conference (AFC West).
Les Broncos remportent, notamment grâce aux quarterbacks John Elway et Peyton Manning, trois Super Bowls en huit participations (saisons 1997, 1998 et 2015). Cette performance fait des Broncos l'une des sept franchises de la NFL à avoir gagné consécutivement deux Super Bowl. Ils remportent également le titre de champion de division à 15 reprises et participent 22 fois aux séries éliminatoires (play-offs).
Depuis sa création et jusqu'en 2001, l'équipe dispute ses matchs au Mile High Stadium. Dès la saison 2001, ils jouent au sein de l'Empower Field at Mile High (anciennement dénommé Invesco Field) à Denver.
Depuis 2022, la franchise appartient au Walton-Penner Family Ownership Group lequel l'a racheté à Pat Bowlen en place depuis 1984. Le groupe est représenté par S. Robson Walton et se compose également de Carrie Walton Penner (en), Greg Penner (en), Mellody Hobson, Condoleezza Rice et Lewis Hamilton.

## Palmarès
- Super Bowl (3) : 1997 (XXXII), 1998 (XXXIII), 2015 (50)
- Champion de Conférence AFC (8) : 1977, 1986, 1987, 1989, 1997, 1998, 2013 et 2015
- Champion de division AFC West (14) : 1977, 1978, 1984, 1986, 1987, 1989, 1991, 1996, 1998, 2005, 2011, 2012, 2013 et 2015

## Historique

### Histoire au sein de l'AFL (1960-1970)
La franchise est fondée le 14 octobre 1959 par Howman (en), propriétaire d'une franchise mineure de baseball, dans le cadre de la création d'une nouvelle ligue professionnelle de football américain, l'American Football League.
Les Broncos jouent le match inaugural de la première saison de l'AFL le 13 septembre 1960 et s'imposent 13-10 face aux Patriots de Boston (aujourd'hui dénommé Patriots de la Nouvelle-Angleterre). Les Broncos sont rachetés dès 1961 Gerald Philipps (en).
Les résultats ne sont pas au rendez-vous en dehors de cette première réussie et d'une victoire de prestige 13 à 7 en présaison 1967 contre les Lions de Détroit (les Broncos devenant ce jour-là la première équipe d'AFL à battre une équipe de la ligue concurrente, la National Football League). Durant les dix années passées au sein de l'AFL, Denver est la seule équipe à ne jamais avoir disputé de finale pour le titre et à n'avoir jamais fini une saison sur un bilan positif. La franchise est ainsi menacée de disparaître au milieu des années 1960 mais, l'arrivée en 1967 du running-back Floyd Little (première superstar de la franchise) et l'apport financier un groupe d'investisseurs locaux, sauve Denver. La franchise est finalement intégrée à la NFL lors de la fusion entre les deux ligues en 1970.

### L'essor desOrange Crush(1970-1982)
L'équipe est surnommée les Orange Crush Defense pour sa « défense 3-4 » adoptée lors de la saison 1976. En 1972, John Ralston (en), ancien entraîneur de l'Stanford, est engagé comme entraîneur principal. Il conduit dès la saison suivante les Broncos à leur première saison victorieuse, l'équipe terminant la saison 1973 et les deux suivantes sur un bilan positif. Cependant, même lors de la saison 1976 terminée avec un bilan positif de 9 victoires pour 5 défaites, l'équipe échoue à chaque fois à se qualifier pour la série éliminatoire. Ces échecs répétés conduisent le propriétaire à se séparer de Ralston en 1977 après cinq ans mitigés où l'équipe s'est développée mais a échoué à jouer les premiers rôles.
En 1977, le nouvel entraîneur débutant Red Miller (en) et le quarterback expérimenté Craig Morton (en) emmènent l'équipe à sa première qualification pour la série éliminatoire. L'équipe parvient même à remporter cette année-là son premier titre de champion de la division AFC West puis celui de champion de la conférence AFC, accédant au Super Bowl XII, le premier de l'histoire de la franchise. Celui-ci est perdu 10 à 27 face aux Cowboys de Dallas.
Les Broncos confirment en 1978, remportant leur second titre de division et se qualifiant pour la deuxième année consécutive pour une série éliminatoire. Ils s'inclinent néanmoins 10 à 33 en tour de division face aux Steelers. L'année suivante, l'équipe se qualifie pour sa troisième série éliminatoire consécutive après avoir terminé deuxième de sa division. Elle échoue dès le tour de Wild Card face aux Oilers de Houston sur le score de 10 à 13. S'ensuivent trois saisons décevantes où les Broncos ne parviennent plus à se qualifier pour la série éliminatoire. Entretemps, en 1981, l'équipe est rachetée par l'homme d'affaires Edgar Kaiser Jr. (en), petit-fils d'Henry J. Kaiser, industriel en construction navale.

### L'ère John Elway (1983-1998)

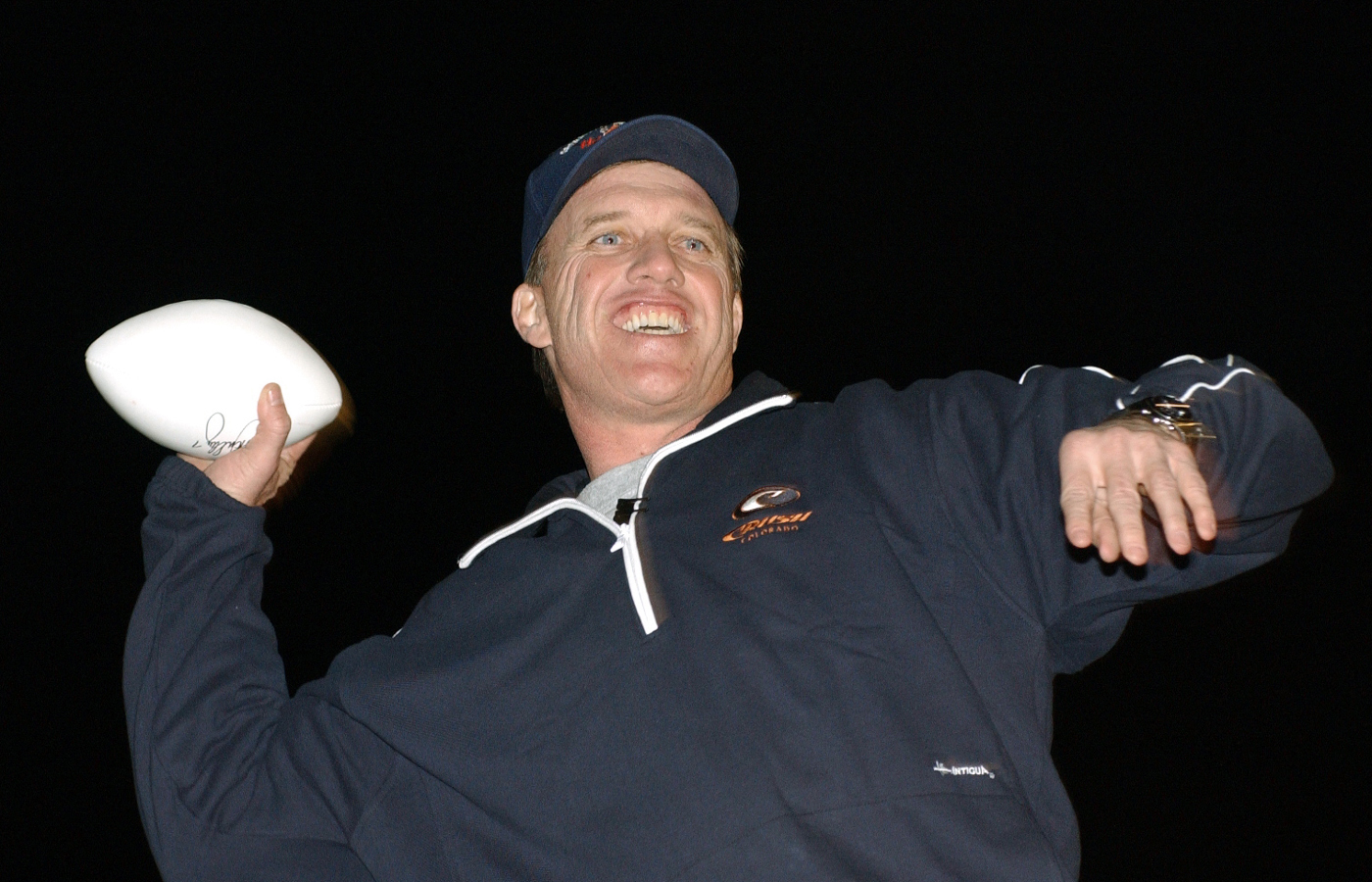
John Elway, le légendaire quarterback des Broncos qui remporta les Super Bowls 1997 et 1998 avec eux

C'est en 1983 qu'est recruté un rookie qui deviendra la plus grande star de l'histoire des Broncos, le quarterback John Elway. Celui-ci avait joué en équipe universitaire pour le Cardinal de l'université Stanford. Recruté par les Yankees de New York en tant que joueur de baseball, Elway annonce ensuite que sa préférence va pour le football américain. Sélectionné par les Colts de Baltimore en tant que premier choix lors du premier tour de la draft 1983, il est finalement échangé avec les Broncos et devient le 24e quarterback de la franchise. Il restera titulaire à ce poste durant 15 saisons, participant aux cinq autres Super Bowls des Broncos et remportant les deux seuls gagnés par l'équipe en 1997 et 1998.
Avant ces deux titres, Denver devient une des meilleures franchise de la NFL dans les années 1980 bien qu'échouant à trois reprises au Super Bowl soit en 1986 (battus 20 à 29 par le Giants au Super Bowl XXI) , en 1987 (battus 10 à 42 par les Redskins au Super Bowl XXII) et en 1989 (battus 10 à 55 face aux 49ers lors du Super Bowl XXIV, la plus lourde défaite d'une équipe au Super Bowl).
Mike Shanahan, recruté aux 49ers, devient l'entraîneur principal en 1995. Il avait déjà été coordinateur offensif des Broncos de 1984 à 1987 et assistant de l'entraîneur principal entre 1989 et 1991. La franchise recrute également le running back Terrell Davis. Lors de la saison 1996, l'équipe domine la plupart de ses concurrents, finissant avec un bilan de 13-3 en tête de la conférence, mais perdent 27 à 30 le match de tour de Division de la série éliminatoire face aux Jaguars.
Les Broncos remportent le titre lors de saisons suivantes. Le premier en 1997 face au Packers de Green Bay avec une victoire 31 à 24 lors du Super Bowl XXXII, malgré une faible réussite à la passe de leur quarterback Elway (12 passes réussies sur 22 tentées, une interception et un touchdown à la course). Le running back Terrell Davis est élu meilleur joueur du match avec 157 yards et 3 touchdowns à la course malgré une sévère migraine et des troubles oculaires. L'année suivante, en 1998, Denver décroche son second Super Bowl d'affilée en battant 34 à 19 les Falcons, Elway étant cette fois désigné meilleur joueur avec 18 passes réussies sur 29 tentées pour un total de 336 yards à la passe, dont un lancer de 80 yards vers le wide receiver Rod Smith.

### L'ère post-Elway (1998-2008)
John Elway prennant sa retraite en 1998, il est remplacé par Brian Griese pour les quatre saisons suivantes. Ce sont des années de vaches maigres pour les Broncos qui n'atteignent la série éliminatoire qu'en 2000 mais perdent dès le tour de Wild Card contre les Ravens. Finalement, Griese est remplacé par le quarterback Jake Plummer des Cardinals de l'Arizona. À deux reprises, celui-ci emmène l'équipe en Wild Card mais doit chaque fois s'incliner face aux Colts.
La saison 2005 est celle d'un éphémère renouveau. Après avoir remporté cinq matchs consécutifs, les Broncos décrochent leur premier titre de champion de Division depuis leur Super Bowl de 1998, finissant sur un excellent bilan de 8-0 à domicile et de 13-3 au total. En série éliminatoire, ils gagnent 27 à 13 contre les Patriots de Tom Brady empêchant ces derniers de remporter un 3e titre consécutif qui eût été inédit. Malheureusement, les Broncos échouent en finale de conférence 17 à 34 face aux Steelers, lesquels remportent par la suite le Super Bowl XL.
En 2006, malgré un bon début de saison, le quarterback Plummer est remplacé par un jeune rookie, Jay Cutler, drafté à l'Université de Vanderbilt. Les trois premières saisons avec celui-ci sont pourtant infructueuses. Finalement, Mike Shanahan est limogé le 30 décembre 2008 après une 3e saison consécutive sans série éliminatoire.

### Le retour au premier plan (2009-2015), Tim Tebow et Peyton Manning

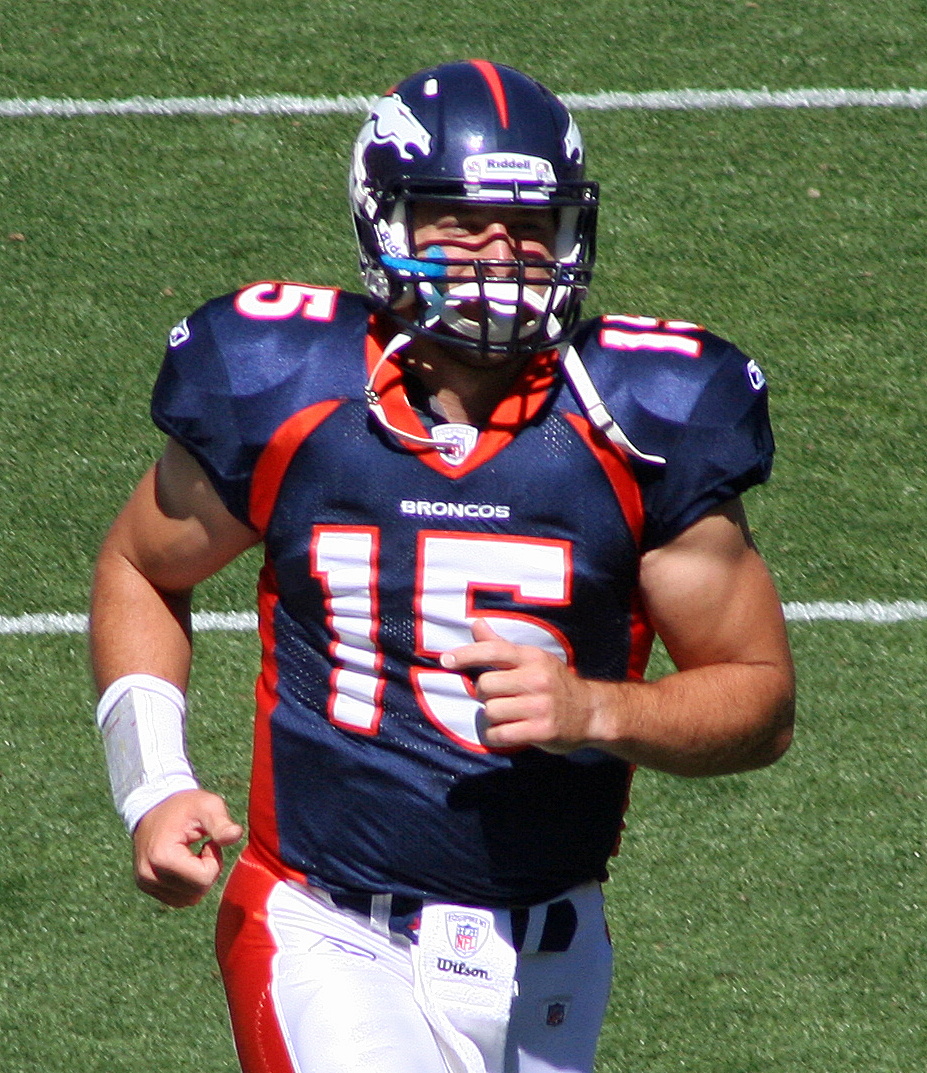
Tim Tebow, quarterback des Broncos en 2011

Deux semaines après le limogeage de Mike Shanahan, Josh McDaniels, coordinateur offensif des Patriots, devient le nouvel entraîneur principal des Broncos. Trois mois plus tard, les Broncos engagent un nouveau quarterback en échangeant Kyle Orton avec Jay Cutler qui fait ses bagages pour les Bears de Chicago où il s'imposera. Avec McDaniels et Orton, la saison 2009 s'annonce sous les meilleurs auspices. Les Broncos remportent leurs six premiers matchs mais s'écroulent et perdent huit des dix suivants, échouant une fois de plus à se qualifier pour la série éliminatoire. Le wide receiver Brandon Marshall est vendu aux Dolphins de Miami à la fin de la saison. La suivante, en 2010, est la pire, avec seulement 4 victoires pour 12 défaites. Ces piètres résultats ainsi qu'un scandale après la publication d'une cassette vidéo, entraînent le licenciement de l'entraîneur dès le 6 décembre 2010, l'entraineur des running backs Eric Studesville assurant l'intérim pour les quatre premiers matchs de la saison.
C'est au cours de cette fin de saison catastrophique que le jeune rookie Tim Tebow est lancé dans le grand bain pour les trois derniers matchs. La saison suivante, Kyle Orton est conservé au poste de titulaire durant les cinq premiers matchs, mais est remplacé par Tim Tebow après la quatrième défaite. Tebow signe alors une série de victoires qui permettent à son équipe de finir avec un bilan de huit victoires pour huit défaites. Les Broncos décrochent le titre de la division et leur premier passage et accèdent à leur première série éliminatoire depuis 2005. Les victoires de Tebow, souvent décrochées dans les dernières minutes de matchs très serrés, et son style particulier en font un phénomène médiatique (la Tebow Mania) qui remet toute la franchise sur le devant de la scène. En phase finale, s'ils s'imposent 29 à 23 contre les Steelers de Pittsburgh lors du tour de Wild Card, ils s'inclinent en tour de Division contre les futurs finalistes du Super Bowl, les Patriots de la Nouvelle-Angleterre.
Malgré les succès médiatiques et sportifs de Tebow, les Broncos se lancent avant la saison 2012 dans la course pour signer celui qui est considéré comme l'un des plus grands quarterback de sa génération, Peyton Manning, course qu'ils remportent. Tim Tebow ne faisant alors plus partie des plans de l'équipe, ce dernier est échangé aux Jets de New York, laissant à Manning seul la place de titulaire.

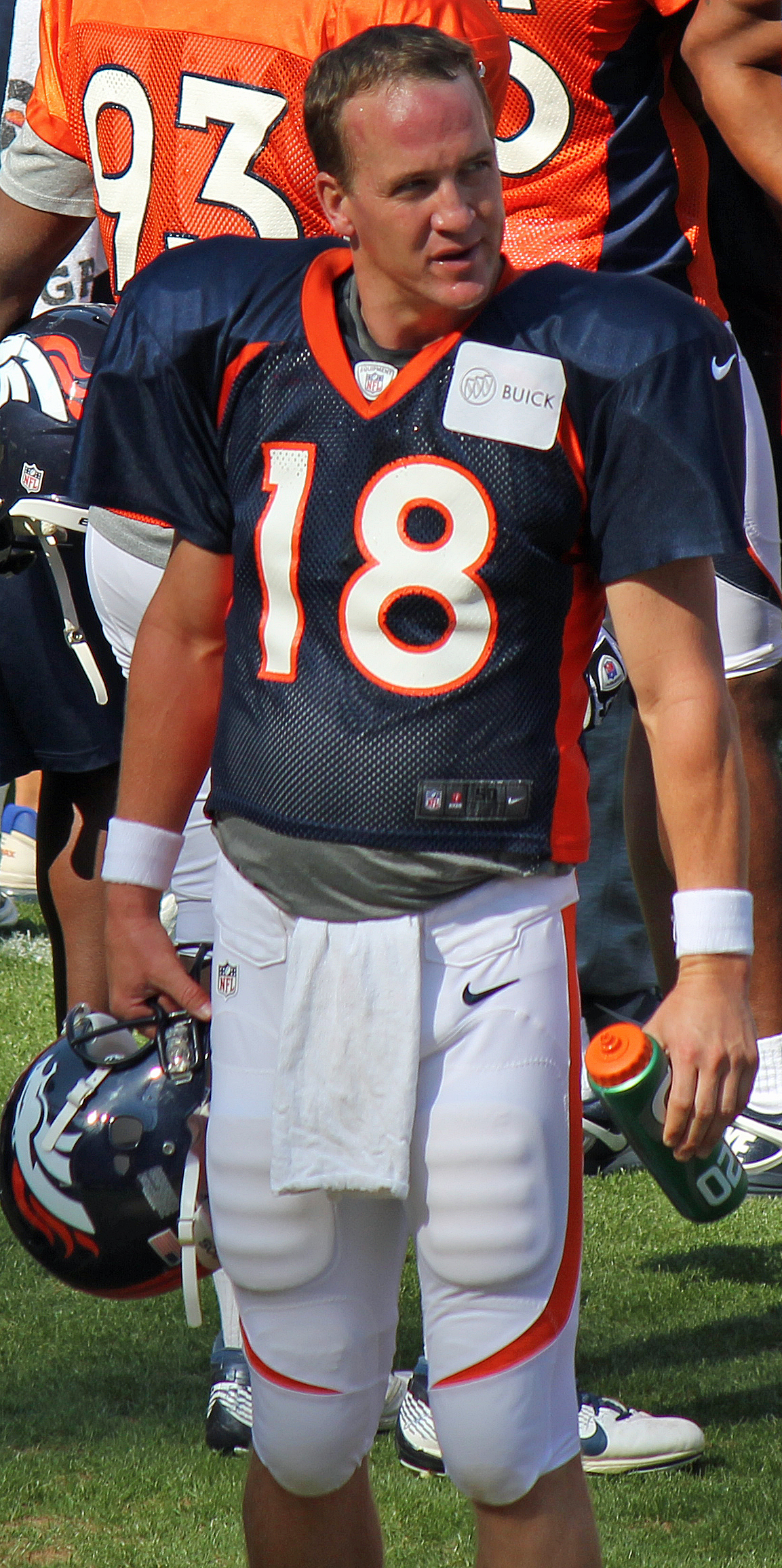
Peyton Manning, le nouveau quarterback des Broncos depuis 2012 (jusqu'en 2015)

La première saison des Broncos avec Manning à leur tête est remarquable. Après des débuts laborieux (un bilan de 2-3 après cinq journées), les Broncos enchaînent 11 victoires consécutives qui leur permettent de conserver leur titre de division et même d'être premiers de toute leur Conférence. Bien qu'ils soient logiquement favoris pour la série éliminatoire, ils s'inclinent dès leur premier match face aux futurs champions du Super Bowl XLVII, les Ravens de Baltimore, après un match extrêmement serré terminé en prolongation.
En 2013, l'association des Broncos avec Manning continue à être prolifique puisque le quarterback mène à nouveau Denver en tête de sa division avec un bilan de 13 victoires pour seulement 3 défaites. Ce bilan, le meilleur de toute la NFL ex aequo avec les Seahawks de Seattle, permet aux Broncos d'être la tête de série numéro 1 de la conférence AFC pour la série éliminatoire. Ils battent les Chargers lors du tour de division et les Patriots en finale de conférence AFC mais perdent ensuite 8 à 43 le Super Bowl XLVIII joué contre les Seahawks. Cette saison-là, l'attaque des Broncos n'est pas seulement la meilleure de la saison, mais l'une des meilleures de l'histoire de la NFL, comme le montre la longue série de records battus :
- Nombre de points marqués dans une saison : 606 (bat les 589 points des Patriots de la Nouvelle-Angleterre en 2007).
- Nombre de touchdowns marqués dans une saison : 76 (bat les 75 touchdowns des Patriots de la Nouvelle-Angleterre en 2007).
- Nombre de joueurs ayant marqué plus de 10 touchdowns dans une saison (hors quarterback) : 5 - Demaryius Thomas (14), Eric Decker (11), Wes Welker (10), Julius Thomas (12) et Knowshon Moreno (13). Le précédent record était de 3 joueurs.
- Nombre de matchs à plus de 50 points dans une saison : 3 (égale un record détenu par 4 équipes et jamais égalé depuis les Vikings du Minnesota en 1969).
- Nombre de points marqués en deuxième mi-temps : 318 (bat les 299 points des Broncos en 2012).
- Nombre de premières tentatives gagnées dans une saison : 293 (bat les 280 des Saints de La Nouvelle-Orléans en 2011)[12].

Avant le début de la saison 2014, Pat Bowlen, propriétaire de la franchise depuis 1984, doit céder le contrôle de celle-ci à la suite de problèmes de santé (maladie d'Alzheimer), son rôle étant assumé par le président Joe Ellis et par le directeur général John Elway. Les Broncos terminent 2e de l'AFC avec un bilan de 14-2 mais sont battus par les Colts lors du tour de division, le quarterback Peyton Manning ayant joué la fin de saison avec des problèmes aux quadriceps. Une semaine après cette défaite, les Broncos engagent Gary Kubiak en tant que 15e entraîneur principal de la franchise en remplacement de John Fox. Kubiak avait été remplaçant du quarterback John Elway entre 1983 et 1991 ainsi que coordinateur offensif des Broncos entre 1995 et 2005.
Kubiak a de suite subi de nombreux changements au niveau des joueurs et de ses équipes d'entraîneurs dont l'engagement du coordinateur défensif Wade Phillips, lequel va faire de la défense des Broncos la meilleure de la saison 2015 et une des meilleures de l'histoire de la NFL au même titre que celles des Bears de 1985, des Ravens de 2000 et des Buccaneers de 2002. Les Broncos terminent la saison avec un bilan de 12–4 et premiers de l'AFC bien que les statistiques de Peyton Manning soient les moins bonnes depuis son année rookie en 1998. Il doit être remplacé par Brock Osweiler lors des six derniers matchs de la saison régulière à la suite d'une blessure au pied mais est rétabli pour conduire les Broncos lors de la série éliminatoire. Après avoir battu les Steelers 23 à 16 lors du tour de division et ensuite les Patriots 20 à 18 en finale de l'AFC, ils gagnent le Super Bowl 50 24 à 10 disputé contre les Panthers, remportant ainsi leur troisième Super Bowl.

### L'après Peyton Manning (depuis 2016)
Le 7 mars 2016, après 18 saisons dans la NFL, le quarterback Peyton Manning annonce qu'il prend sa retraite,. Trouver son successeur n'est pas évident (Brock Osweiler est parti chez les Texans) et pendant l'intersaison, Mark Sanchez (arrivé des Eagles), Trevor Siemian (2e saison chez les Broncos) et Paxton Lynch (sélectionné à la draft) entrent en compétition pour le poste de titulaire. Sieman obtient le poste et termine la saison avec un bilan positif de 9-7 mais les Broncos ne se qualifient pas pour la série éliminatoire pour la première fois depuis la saison 2010.
Le 2 janvier 2017, l'entraîneur principal Gary Kubiak annonce qu'il prend sa retraite à la suite de problèmes de santé. Il est remplacé le 11 janvier 2017 par Vance Joseph (en). Les Broncos terminent la saison 2017 avec un bilan négatif de 5–11, le poste de quarterback ayant été partagé tout au long de la saison entre Trevor Siemian, Brock Osweiler (revenu au début de saison) et Paxton Lynch.
En juin 2022, le Walton-Penner Family Ownership Group composé de S. Robson Walton, de sa fille Carrie et son mari Greg Penner, trouvent un accord pour racheter les Broncos pour 4,65 milliards de dollars. Ce groupe est ensuite rejoint par Condoleezza Rice en juillet puis par Lewis Hamilton en août. Ce rachat est validé par la NFL le 9 août 2022.

## Organigramme

### Direction
- Propriétaire : Walton-Penner Family Ownership Group représenté par S. Robson Walton ;
- Président : Damani Leech ;
- CEO : Greg Penner (en) ;
- Directeur général : George Paton (en).

### Encadrement sportif
- Entraîneur principal : Sean Payton
- Coordinateur offensif : Joe Lombardi
- Coordinateur défensif : Vance Joseph
- Coordinateur des équipes spéciales : Ben Kotwica

## Joueurs

### Meilleurs joueurs du passé

#### Ring of Fame

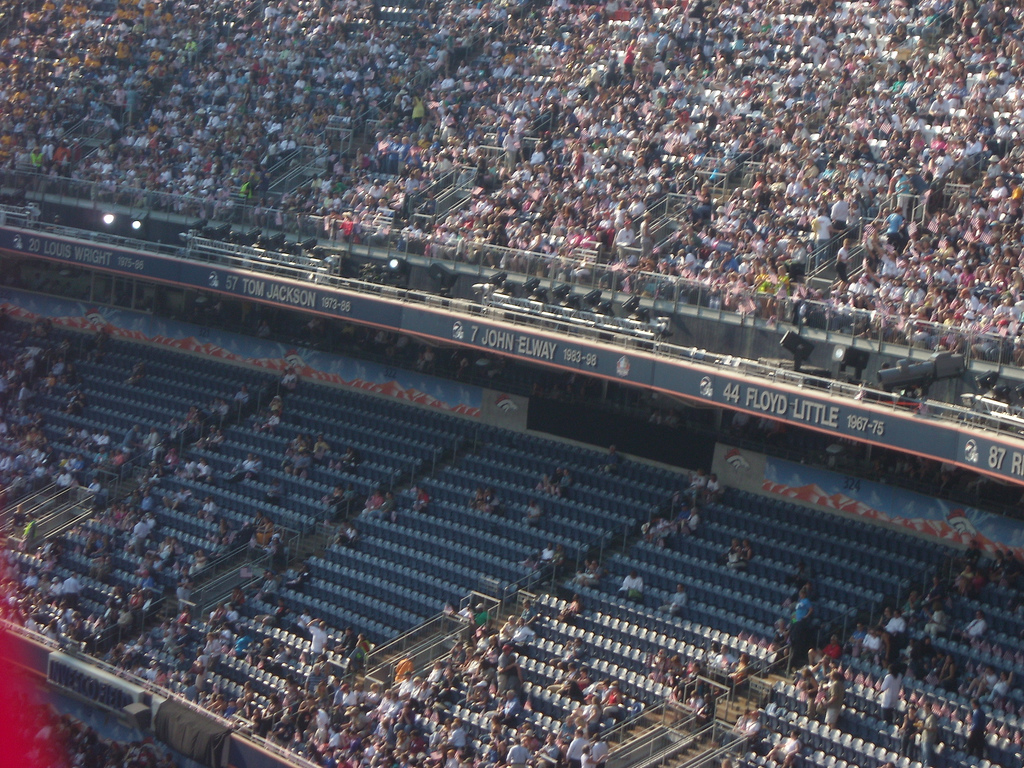
Partie du Ring of Fame des Broncos où sont inscrits les noms de Louis Wright, Tom Jackson, John Elway et Floyd Little.

Le Ring of Hame a été créé en 1984 pour honorer les membres illustres des Broncos de Denver. Un délai de cinq ans minimum est généralement observé entre la fin de la carrière du joueur et sa nomination. Seul John Elway en a été honoré avant la fin de ces cinq ans. La liste qui suit reprend les noms des personnalités par année d'intronisation.
| Année | Personnalité                    | Position                       | Saisons jouées avec les Broncos |
| 1984  | Floyd Little                    | Running back                   | 1967-1975 |
| 1984  | Rich Jackson (en)               | Defensive end                  | 1967-1972 |
| 1984  | Lionel Taylor (en)              | Wide receiver                  | 1960-1966 |
| 1984  | Austin « Goose » Gonsoulin (en) | Safety                         | 1960-1966 |
| 1985  | Gerald H. Phipps                | Propriétaire                   | 1961-1981 |
| 1986  | Frank Tripucka                  | Quarterback                    | 1960-1963 |
| 1986  | Charley Johnson (en)            | Quarterback                    | 1972-1975 |
| 1986  | Paul Smith (en)                 | Defensive end                  | 1968-1978 |
| 1987  | Billy Thompson (en)             | Defensive back                 | 1969-1981 |
| 1988  | Craig Morton (en)               | Quarterback                    | 1977-1982 |
| 1988  | Haven Moses (en)                | Wide receiver                  | 1972-1981 |
| 1988  | Jim Turner                      | Kicker                         | 1971-1979 |
| 1989  | Randy Gradishar                 | Linebacker                     | 1974-1983 |
| 1992  | Tom Jackson (en)                | Linebacker                     | 1973-1986 |
| 1993  | Louis Wright                    | Cornerback                     | 1975-1986 |
| 1999  | John Elway                      | Quarterback                    | 1983-1998 |
| 2001  | Karl Mecklenburg (en)           | Linebacker                     | 1983-1994 |
| 2001  | Dennis Smith (en)               | Safety                         | 1981-1994 |
| 2003  | Gary Zimmerman                  | Tackle                         | 1993-1997 |
| 2005  | Steve Atwater                   | Safety                         | 1989-1998 |
| 2007  | Terrell Davis                   | Running back                   | 1995-2002 |
| 2009  | Shannon Sharpe                  | Tight end                      | 1990-1999, 2002-2003 |
| 2012  | Rod Smith                       | Wide receiver                  | 1995-2002 |
| 2013  | Tom Nalen                       | Centre                         | 1994–2007 |
| 2014  | Gene Mingo (en)                 | Running back, kicker, returner | 1960–1964 |
| 2014  | Dan Reeves                      | Entraîneur principal           | 1981–1992 |
| 2014  | Rick Upchurch (en)              | Wide receiver, returner        | 1975–1983 |
| 2015  | Pat Bowlen                      | Propriétaire                   | 1984–2013 |
| 2016  | Jason Elam                      | Kicker                         | 1993–2007 |
| 2016  | Simon Fletcher (en)             | Linebacker / Defensive end     | 1985–1995 |
| 2016  | John Lynch                      | Safety                         | 2004–2007 |
| 2017  | Red Miller (en)                 | Entraîneur principal           | 1977–1980 |
| 2019  | Champ Bailey                    | Cornerback                     | 2004–2013 |
| 2020  | Mike Shanahan                   | Entraîneur principal           | 1984-1987 (entraîneur des WR/QB/Coordinateur offensif) 1989–1991 (entraîneur des QB/Coordinateur offensif) 1995–2008 (entraîneur principal) |
| 2021  | Peyton Manning                  | Quarterback                    | 2012–2015 |

#### Joueurs du Pro Football Hall of Fame
| Année | Numéro | Personnalité      | Position         | Saisons jouées avec les Broncos |
| 1984  | 24     | Willie Brown (en) | Cornerback       | 1963-1966                       |
| 1994  | 33     | Tony Dorsett      | Running back     | 1988                            |
| 2004  | 7      | John Elway        | Quarterback      | 1983-1998                       |
| 2008  | 65     | Gary Zimmerman    | Offensive Tackle | 1993-1997                       |
| 2010  | 44     | Floyd Little      | Running back     | 1967-1975                       |
| 2011  | 84     | Shannon Sharpe    | Tight end        | 1990-1999, 2002-2003            |
| 2017  | 30     | Terrell Davis     | Running back     | 1995–2001                       |
| 2018  | 20     | Brian Dawkins     | Safety           | 2009–2011                       |
| 2019  | 24     | Champ Bailey      | Cornerback       | 2004–2013                       |
| 2019  | 26     | Ty Law            | Cornerback       | 2009                            |
| 2019  | -      | Pat Bowlen        | Propriétaire/CEO | 1984–2019                       |
| 2020  | 27     | Steve Atwater     | Safety           | 1989–1998                       |
| 2021  | 47     | John Lynch        | Safety           | 2004–2007                       |
| 2021  | 18     | Peyton Manning    | Quarterback      | 2012–2015                       |

## Bilan par saison
| AFL    | AFL                                              | AFL                                              | AFL                                              | AFL                                                              | AFL                                                                                   |
| ------ | ------------------------------------------------ | ------------------------------------------------ | ------------------------------------------------ | ---------------------------------------------------------------- | ------------------------------------------------------------------------------------- |
| Saison | Vic.                                             | Déf.                                             | Nuls                                             | Classement                                                       | Séries éliminatoires                                                                  |
| 1960   | 4                                                | 9                                                | 1                                                | 4e AFL West                                                      | --                                                                                    |
| 1961   | 3                                                | 11                                               | 0                                                | 3e AFL West                                                      | --                                                                                    |
| 1962   | 7                                                | 7                                                | 0                                                | 2e AFL West                                                      | --                                                                                    |
| 1963   | 2                                                | 11                                               | 1                                                | 4e AFL West                                                      | --                                                                                    |
| 1964   | 2                                                | 11                                               | 1                                                | 4e AFL West                                                      | --                                                                                    |
| 1965   | 4                                                | 10                                               | 0                                                | 4e AFL West                                                      | --                                                                                    |
| 1966   | 4                                                | 10                                               | 0                                                | 4e AFL West                                                      | --                                                                                    |
| 1967   | 3                                                | 11                                               | 0                                                | 4e AFL West                                                      | --                                                                                    |
| 1968   | 5                                                | 9                                                | 0                                                | 4e AFL West                                                      | --                                                                                    |
| 1969   | 5                                                | 8                                                | 1                                                | 4e AFL West                                                      | --                                                                                    |
| NFL    |                                                  |                                                  |                                                  |                                                                  |                                                                                       |
| Saison | Vic.                                             | Déf.                                             | Nuls                                             | Classement                                                       | Séries éliminatoires                                                                  |
| 1970   | 5                                                | 8                                                | 1                                                | 4e AFC West                                                      | --                                                                                    |
| 1971   | 4                                                | 9                                                | 1                                                | 4e AFC West                                                      | --                                                                                    |
| 1972   | 5                                                | 9                                                | 0                                                | 3e AFC West                                                      | --                                                                                    |
| 1973   | 7                                                | 5                                                | 2                                                | 2e AFC West                                                      | --                                                                                    |
| 1974   | 7                                                | 6                                                | 1                                                | 2e AFC West                                                      | --                                                                                    |
| 1975   | 6                                                | 8                                                | 0                                                | 2e AFC West                                                      | --                                                                                    |
| 1976   | 9                                                | 5                                                | 0                                                | 2e AFC West                                                      | --                                                                                    |
| 1977   | 12                                               | 2                                                | 0                                                | 1er AFC West                                                     | Défaite au Super Bowl XII (Cowboys de Dallas) 27-10                                   |
| 1978   | 10                                               | 6                                                | 0                                                | 1er AFC West                                                     | Défaite en séries éliminatoires (division) (Steelers de Pittsburgh) 33-10             |
| 1979   | 10                                               | 6                                                | 0                                                | 2e AFC West                                                      | Défaite en séries éliminatoires (wild card) (Oilers de Houston) 13-7                  |
| 1980   | 8                                                | 8                                                | 0                                                | 4e AFC West                                                      | --                                                                                    |
| 1981   | 10                                               | 6                                                | 0                                                | 2e AFC West                                                      | --                                                                                    |
| 1982   | 2                                                | 7                                                | 0                                                | 12e AFC Conf.                                                    | --                                                                                    |
| 1983   | 9                                                | 7                                                | 0                                                | 3e AFC West                                                      | Défaite en séries éliminatoires (wild card) (Seahawks de Seattle) 31-7                |
| 1984   | 13                                               | 3                                                | 0                                                | 1er AFC West                                                     | Défaite en séries éliminatoires (division) (Steelers de Pittsburgh) 24-17             |
| 1985   | 11                                               | 5                                                | 0                                                | 2e AFC West                                                      | --                                                                                    |
| 1986   | 11                                               | 5                                                | 0                                                | 1er AFC West                                                     | Défaite au Super Bowl XXI (Giants de New York) 39-20                                  |
| 1987   | 10                                               | 4                                                | 1                                                | 1er AFC West                                                     | Défaite au Super Bowl XXII (Redskins de Washington) 42-10                             |
| 1988   | 8                                                | 8                                                | 0                                                | 2e AFC West                                                      | --                                                                                    |
| 1989   | 11                                               | 5                                                | 0                                                | 1er AFC West                                                     | Défaite au Super Bowl XXIV (49ers de San Francisco) 55-10                             |
| 1990   | 5                                                | 11                                               | 0                                                | 5e AFC West                                                      | --                                                                                    |
| 1991   | 12                                               | 4                                                | 0                                                | 1er AFC West                                                     | Défaite en finale de conférence AFC (Bills de Buffalo) 10-7                           |
| 1992   | 8                                                | 8                                                | 0                                                | 3e AFC West                                                      | --                                                                                    |
| 1993   | 9                                                | 7                                                | 0                                                | 3e AFC West                                                      | Défaite en séries éliminatoires (wild card) (Raiders de Los Angeles) 42-24            |
| 1994   | 7                                                | 9                                                | 0                                                | 4e AFC West                                                      | --                                                                                    |
| 1995   | 8                                                | 8                                                | 0                                                | 4e AFC West                                                      | --                                                                                    |
| 1996   | 13                                               | 3                                                | 0                                                | 1er AFC West                                                     | Défaite en séries éliminatoires (division) (Jaguars de Jacksonville) 30-27            |
| 1997   | 12                                               | 4                                                | 0                                                | 2e AFC West                                                      | Victoire au Super Bowl XXXII (Packers de Green Bay) 31-24                             |
| 1998   | 14                                               | 2                                                | 0                                                | 1er AFC West                                                     | Victoire au Super Bowl XXXIII (Falcons d'Atlanta) 34-19                               |
| 1999   | 6                                                | 10                                               | 0                                                | 5e AFC West                                                      | --                                                                                    |
| 2000   | 11                                               | 5                                                | 0                                                | 2e AFC West                                                      | Défaite en séries éliminatoires (wild card) (Ravens de Baltimore) 21-3                |
| 2001   | 8                                                | 8                                                | 0                                                | 3e AFC West                                                      | --                                                                                    |
| 2002   | 9                                                | 7                                                | 0                                                | 2e AFC West                                                      | --                                                                                    |
| 2003   | 10                                               | 6                                                | 0                                                | 2e AFC West                                                      | Défaite en séries éliminatoires (wild card) (Colts d'Indianapolis) 41-10              |
| 2004   | 10                                               | 6                                                | 0                                                | 2e AFC West                                                      | Défaite en séries éliminatoires (wild card) (Colts d'Indianapolis) 49-24              |
| 2005   | 13                                               | 3                                                | 0                                                | 1er AFC West                                                     | Défaite en finale de conférence AFC (Steelers de Pittsburgh) 34-17                    |
| 2006   | 9                                                | 7                                                | 0                                                | 3e AFC West                                                      | --                                                                                    |
| 2007   | 7                                                | 9                                                | 0                                                | 2e AFC West                                                      | --                                                                                    |
| 2008   | 8                                                | 8                                                | 0                                                | 2e AFC West                                                      | --                                                                                    |
| 2009   | 8                                                | 8                                                | 0                                                | 2e AFC West                                                      | --                                                                                    |
| 2010   | 4                                                | 12                                               | 0                                                | 4e AFC West                                                      | --                                                                                    |
| 2011   | 8                                                | 8                                                | 0                                                | 1er AFC West                                                     | Défaite en séries éliminatoires (division) (Patriots de la Nouvelle-Angleterre) 45-10 |
| 2012   | 13                                               | 3                                                | 0                                                | 1er AFC West                                                     | Défaite en séries éliminatoires (division) (Ravens de Baltimore) 382OT35              |
| 2013   | 13                                               | 3                                                | 0                                                | 1er AFC West                                                     | Défaite au Super Bowl XLVIII (Seahawks de Seattle) 43-8                               |
| 2014   | 12                                               | 4                                                | 0                                                | 1er AFC West                                                     | Défaite en séries éliminatoires (division) (Colts d'Indianapolis) 24-13               |
| 2015   | 12                                               | 4                                                | 0                                                | 1er AFC West                                                     | Victoire au Super Bowl 50 (Panthers de la Caroline) 24-10                             |
| 2016   | 9                                                | 7                                                | 0                                                | 3e AFC West                                                      | --                                                                                    |
| 2017   | 5                                                | 11                                               | 0                                                | 4e AFC West                                                      | --                                                                                    |
| 2018   | 6                                                | 10                                               | 0                                                | 3e AFC West                                                      | --                                                                                    |
| 2019   | 7                                                | 9                                                | 0                                                | 2e AFC West                                                      | --                                                                                    |
| 2020   | 5                                                | 11                                               | 0                                                | 4e AFC West                                                      | --                                                                                    |
| 2021   | 7                                                | 10                                               | 0                                                | 4e AFC West                                                      | --                                                                                    |
| 2022   | 5                                                | 12                                               | 0                                                | 4e AFC West                                                      | --                                                                                    |
| 2023   | 8                                                | 9                                                | 0                                                | 3e AFC West                                                      | --                                                                                    |
| 2024   | 10                                               | 7                                                | 0                                                | 3e AFC West                                                      | Défaite en séries éliminatoires (wild card) (Bills de Bufalo) 7-31                    |
| 2025   | Ne rien modifier avant la fin de la saison 2025. | Ne rien modifier avant la fin de la saison 2025. | Ne rien modifier avant la fin de la saison 2025. | Ne rien modifier avant la fin de la saison 2025.                 | Ne rien modifier avant la fin de la saison 2025.                                      |
| Totaux | 518                                              | 472                                              | 10                                               | Saison régulière (15 titres de division, 8 titres de conférence) | Saison régulière (15 titres de division, 8 titres de conférence)                      |
| Totaux | 023                                              | 020                                              | -                                                | Séries éliminatoires                                             | Séries éliminatoires                                                                  |
| Totaux | 541                                              | 492                                              | 10                                               | Saison régulière + séries éliminatoires (3 Super Bowls)          | Saison régulière + séries éliminatoires (3 Super Bowls)                               |

## Rivalités
- Chiefs de Kansas City
- Raiders d'Oakland
- Chargers de San Diego
- Patriots de la Nouvelle-Angleterre

## Stade

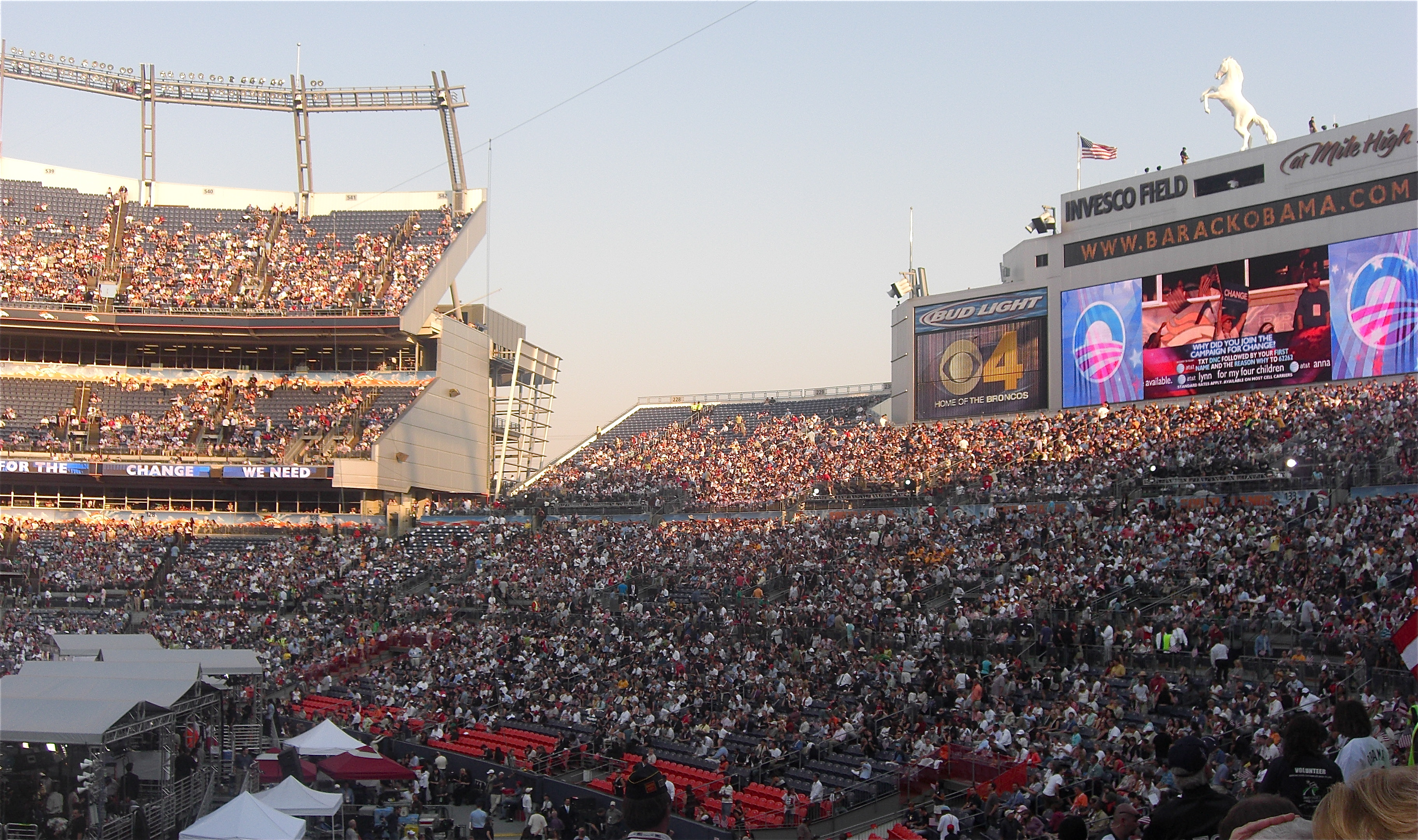
Le stade des Broncos à Mile High en 2008

Le Sports Authority Field at Mile High fut inauguré en septembre 2001 pour remplacer le Mile High Stadium, son coût était de 364,2 millions de dollars. Les concepteurs du stade sont les firmes HNTB, Fentress Bradburn et Burtram Bruton. Le premier évènement tenu au nouveau stade était un concert du groupe The Eagles.
Stade des Broncos de Denver pendant plus de 30 années, il était difficile pour beaucoup de fans des Broncos d'imaginer que l'équipe allait jouer ailleurs qu'au Mile High Stadium. Bien que beaucoup de fans étaient satisfaits du Mile High Stadium, le propriétaire de l'équipe, Pat Bowlen voulait un nouveau stade plus moderne depuis le milieu des années 1990. Le 3 novembre 1998, les électeurs ont voté pour. La construction du nouveau stade démarre le 17 août 1999. À cause de sa proximité, pendant les matchs au Mile High Stadium, les supporters pouvaient observer le nouveau stade en chantier. INVESCO a acheté les droits du nom du stade. Cependant, pour maintenir l'esprit du Mile High Stadium vivant, l'édifice a été appelé Invesco Field at Mile High. Beaucoup de fans ont pourtant été outrés que le nouveau stade n'ait pas été appelé comme son prédécesseur.
La construction du Sports Authority Field at Mile High a été réalisée en deux ans. Le 10 septembre 2001, y est organisé le premier match de saison régulière. Les Broncos de Denver ont battu les Giants de New York 31 à 20. Il a une capacité de 76 125 sièges. La tribune principale dispose trois niveaux en forme de fer à cheval autour du terrain; la tribune inférieure entoure le terrain entier. Placé sur le tableau des scores, une reproduction d'un cheval sauvage appelé "Bucky" rappelle le symbole des Broncos. Utilisant des sièges bleus, blancs et orange, le logo d'équipe a été incorporé sur la tribune. Le INVESCO Field at Mile High a beaucoup d'agréments, y compris le Sports Legends Mall Legacy Walk, qui accueillent des activités de pré-match, le Colorado Sports Hall of Fame, et un magasin d'équipe des Broncos. Le 16 août 2011, Sports Authority rachète les droits du nom et renomme le stade Sports Authority Field at Mile High. Le 4 septembre 2019, Empower signe un contrat de naming avec la franchise. Désormais, le stade s'appellera Empower Field at Mile High.

## Popularité
Les Broncos de Denver sont régulièrement moqués dans la série télévisée Les Simpson.
Dans l'épisode Un monde trop parfait, Homer avoue que son rêve est de posséder l'équipe des Cowboys de Dallas et se désespère de voir qu'il se retrouve propriétaire des Broncos. Les Simpson font ainsi allusion au passé de « losers » de la franchise du Colorado. Ironie de l'histoire, un an plus tard les Broncos remporteront leur premier Superbowl.
Dans un épisode de la saison 17, Homer a des problèmes avec la mafia à la suite de mauvais paris qu'il a fait sur les résultats des Broncos de Denver.
Dans un épisode, Homer cite également les Broncos en disant que cette équipe ne le satisfait plus depuis des années.
Les Broncos de Denver sont également cités dans la série télévisée "South Park". Celle-ci étant également basée dans le Colorado, les Broncos de Denver est l'équipe préférée de la communauté de South Park.